# Platz der Republik
De Platz der Republik (Nederlands: Plein van de Republiek) is een plein in de Berlijnse wijk Tiergarten. Het plein is ongeveer 36.900 vierkante meter groot en bestaat in feite uit een groot grasveld. Het wordt omringd door een aantal belangrijke Duitse regeringsgebouwen, waaronder de Rijksdag en het Bundeskanzleramt, de werkplaats van de Bondskanselier. De Zwitserse ambassade bevindt zich eveneens aan het plein.

## Geschiedenis

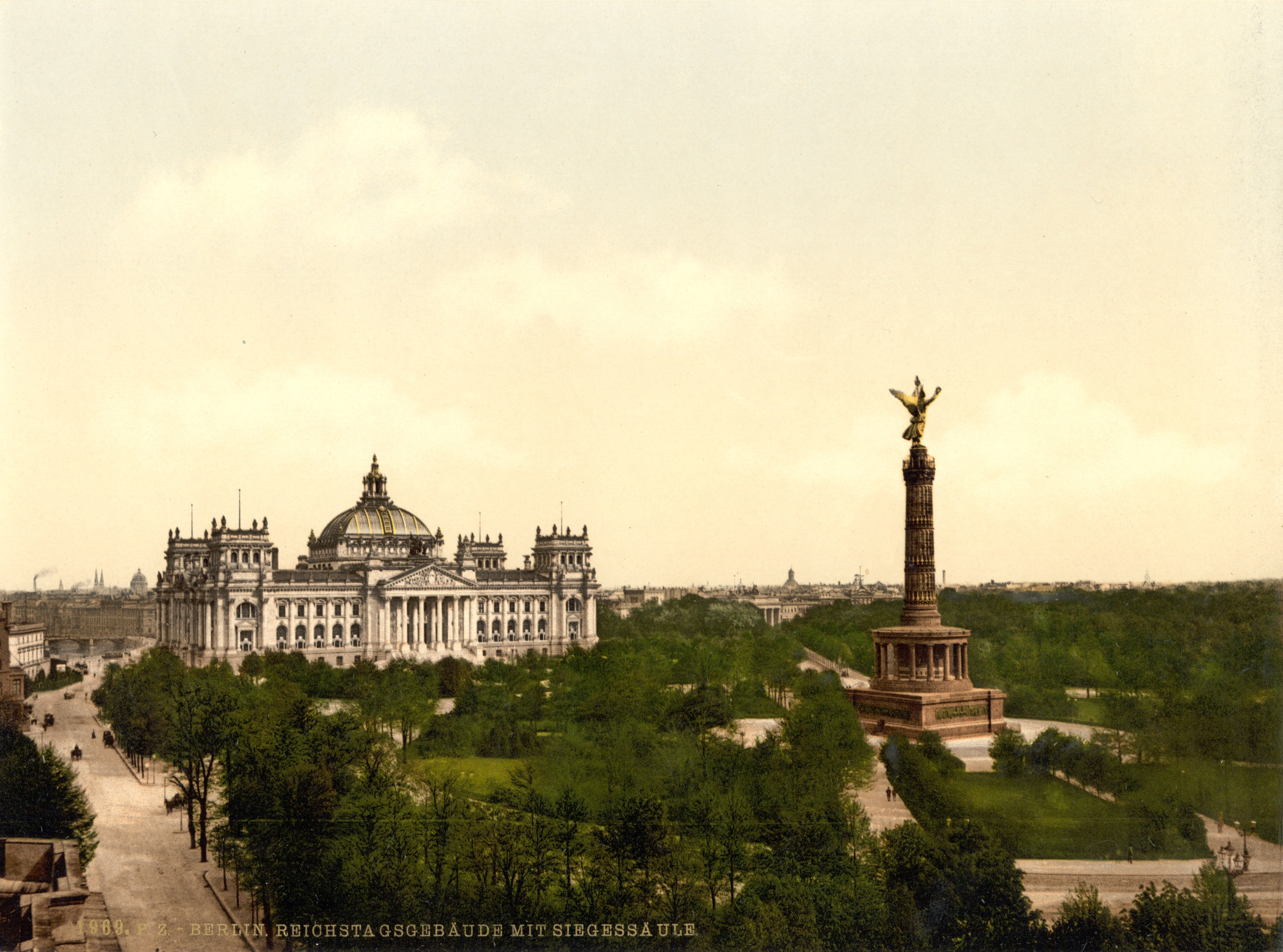
Königsplatz rond 1900 met de Siegessäule

Het plein aan de rand van de Tiergarten ontstond in 1735 toen de Berlijnse tolmuur naar het westen werd verlegd. Het plein diende reeds ten tijde van koning Frederik Willem I als exercitieveld voor het Pruisische leger. Aangezien de Brandenburger Tor op een steenworp afstand van het plein ligt, noemde men het toentertijd Exerzierplatz vor dem Brandenburger Tor. In 1867 werd het plein een echt stadsplein en kreeg het de naam Königsplatz. Aan de oostzijde van het plein werd tussen 1884 en 1894 de Rijksdag gebouwd op de plaats waar eerst het paleis van de Pruisische graaf Atanazy Raczyński stond. 
Op het plein stond een aantal monumenten dat aan de Duitse eenwording herinnerde. In 1873 werd midden op het plein de Siegessäule gebouwd. Voor de Rijksdag kwam in 1901 het Bismarck-Nationaldenkmal te staan. Aan de noordzijde van het plein werd in 1904 een standbeeld van de Pruisische oorlogsminister Albrecht von Roon opgetrokken. Twee jaar later, in 1906, werd aan de westzijde een standbeeld van Moltke geplaatst. 
Ten tijde van de Weimarrepubliek droeg het plein tussen 1926 en 1933 voor de eerste keer de naam Platz der Republik. Het plein was belangrijk omdat het voor de Rijksdag lag. Zodoende vond men het belangrijk dat de naam niet langer herinnerde aan de monarchie. De nazi's veranderden in 1933 de naam weer in Königsplatz. 
Adolf Hitler en zijn architect Albert Speer hadden grootse plannen met de omgeving van het plein in het kader van de plannen voor Welthauptstadt Germania. Aan de noordzijde van het plein zou de gigantische Volkshalle worden gebouwd. Daarnaast zouden er rond het plein enkele partijgebouwen worden neergezet. Deze plannen zijn nooit verwezenlijkt, maar de monumenten die aan de Duitse eenwording herinnerden, werden in 1938 naar de Großer Stern verplaatst om ruimte te maken voor de geplande nieuwbouw.
Tijdens de Slag om Berlijn aan het einde van de  Tweede Wereldoorlog raakte het plein net als de Rijksdag zwaar beschadigd.
De Berlijnse Muur liep achter de Rijksdag langs en stond zodoende vlak bij de Platz der Republik. Het plein lag tijdens de deling van Berlijn aan de rand van West-Berlijn en werd als parkeerplaats gebruikt. Op 3 oktober 1990 werd de Vlag van de Eenheid op het plein gehesen ter ere van de Duitse hereniging.
In de jaren negentig werd het plein opnieuw ingericht en sindsdien is de Platz der Republik het centrum van de nieuwe regeringswijk. Aan de noordzijde verrezen allerlei overheidsgebouwen en het Rijksdaggebouw werd weer in gebruik genomen voor de zittingen van de Bondsdag.  